# Altsächsisches Gräberfeld Liebenau
Koordinaten: 52° 35′ 16″ N, 9° 4′ 32″ O
Das Altsächsische Gräberfeld Liebenau ist ein Gräberfeld bei Liebenau (Niedersachsen), das zwischen dem 4. und 9. Jahrhundert für Brand- sowie für Körperbestattungen genutzt worden ist. Es befindet sich auf dem Heidberg, einem bis zu 4 Meter hohen Dünenzug entlang des Flusses Große Aue, der schon seit Anfang des 20. Jahrhunderts für vorgeschichtliche Funde bekannt ist. Während der 1953 einsetzenden und über 35 Jahre anhaltenden Ausgrabungstätigkeit des Niedersächsischen Landesmuseums Hannover wurden rund 520 Gräber entdeckt. Die Grabbeigaben lieferten wichtige Erkenntnisse zur Kultur der Altsachsen.

## Lage
Das Altsächsische Gräberfeld Liebenau ist auf dem Dünenzug des Heidberges angelegt worden, der sich etwa 2 km südwestlich von Liebenau und nördlich der Landstraße Liebenau-Steyerberg befindet. Es handelt sich um eine langgestreckte, in Ost-West-Richtung verlaufende Sandaufwehung, die eine Breite von bis zu 200 Metern und eine Länge von rund 2 km hat. Sie verläuft zwischen dem Wohnplatz Reese bis zum Jüdischen Friedhof Liebenau an der Landesstraße L 251. Die Düne zieht sich entlang dem Südufer der Großen Aue, bei der es sich um einen linken Nebenfluss der Weser handelt.
Die archäologischen Ausgrabungen ab 1953 ergaben, dass die Düne eine Höhe von 4 Metern erreicht und auf anstehendem Auelehm fußt. Anhand der Fundsituationen ließ sich ihre Aufwehung in die Zeit zwischen 2500 und 700 v. Chr. datieren. Die Binnendüne ist, nachdem die Nutzung als Gräberfeld im 9. Jahrhundert beendet war, noch in Teilbereichen weiter gewandert.
Die Umgegend dürfte früh besiedelt worden sein, auch wenn der Siedlungsplatz des Gräberfeldes bisher nicht gefunden worden ist. Den siedelnden Menschen bot die Große Aue als Nebenfluss der Weser eine gute Zugangsmöglichkeit zum Strom. Auch war das Gelände höher gelegen und bot vor regelmäßigen Hochwässern der Weser Schutz. In der Nähe verlief ein alter Heerweg.
Der Name Heidberg für das Gelände ist eine alte Flurbezeichnung. Der Grund für die Benennung ist nicht mehr bekannt, aber könnte auf den früheren Zustand als Heidelandschaft zurückzuführen sein. Die Altsachsen beerdigten ihre Toten fast ausschließlich im Sand der Düne, da in benachbarten Bereichen keine Gräber gefunden wurden. Der gute Erhaltungszustand der aufgefundenen Gräber ist dem Dünensand zu verdanken, der als schlechter Boden nie ackerbaulich genutzt worden ist. Wegen der mangelnden Nutzungsmöglichkeiten blieb die Sanddüne bis in die 1950er Jahre weitgehend ungestört. Menschliche Eingriffe gab es bis dahin durch kleinere Sandentnahmen sowie den Bau der Bahnverbindung Nienburg – Uchte und der Straßenverbindung Liebenau – Steyerberg. Auch dabei kam es zu archäologischen Funden wie Urnen nahe dem Bahnhof Liebenau und im Bereich des Jüdischen Friedhofes Liebenau.

## Entdeckung
Die Fundträchtigkeit des Heidberges für Überbleibsel der Vor- und Frühgeschichte ist bereits seit Beginn des 20. Jahrhunderts bekannt. 1910 stellte ein Student dort Knochenreste und Urnenreste aus einem Grabhügel dem Provinzialmuseum Hannover zur Verfügung. Eine intensive Beobachtung der Erdoberfläche des Geländes, das schon früh als Sandentnahmestelle genutzt worden ist, nahmen in den 1930er Jahren Heimatpfleger, Lehrer und Bürger der Umgebung vor. Das Provinzialmuseum erreichten 1932 Scherben und Bronzefragmente, die oberflächlich gesammelt worden waren. 1934 entdeckte ein Lehrer an einer Sandentnahmestelle eine komplette Urne. 1938 fand ein Heimatpfleger eine kaiserzeitliche Urne und Reste von 15 weiteren Gefäßen. Durch weitere Sandentnahmen kamen immer wieder Knochen, Holzkohle, Keramik und Bronzeteile zu Tage. In den 1930er Jahren vermutete man, auf Reste einer vorgeschichtlichen Siedlung gestoßen zu sein, da Holzkohleschichten im Boden als Reste verbrannter Häuser angesehen wurden. Tatsächlich handelte es sich um Scheiterhaufenreste, wobei der Leichenbrand im kalkarmen Boden der Düne vom Pflanzenwuchs größtenteils aufgezehrt worden ist.

## Ausgrabungen

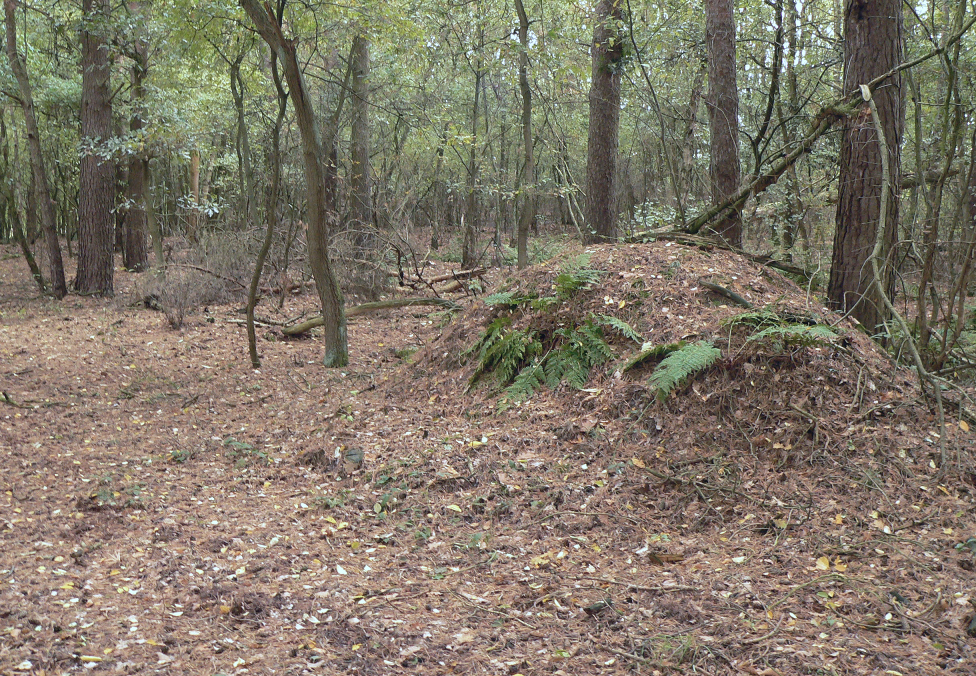
Einer der zahlreichen Erdhügel auf dem früheren Grabungsgelände, vermutlich Bodenaushub der Ausgrabungen

Den Anlass für eine genauere archäologische Untersuchung des Dünengeländes gab ein Ereignis im Jahre 1953. Ein Lehrer übergab dem Niedersächsischen Landesmuseum Hannover bedeutende Fundstücke aus einem Grab, das er an einer Sandabbaustelle entdeckt hatte. Ein Ziegeleibetrieb aus dem benachbarten Wellie war dazu übergegangen, großflächig Sand abzubaggern, wobei wahrscheinlich Hunderte von Grabstellen zerstört wurden. Heute befindet sich an dieser Stelle eine Sandgrube. Bei den übergebenen Funden handelte sich um die Hinterlassenschaften eines altsächsischen Kriegers mit Spatha, Schild, Lanze und Ango. Bei sofortigen Nachgrabungen des Landesmuseums am Fundort stieß man auf weitere Gräber. Es wurde schnell deutlich, dass man auf ein Gräberfeld des 4. bis 9. Jahrhunderts n. Chr. gestoßen war, das für die altsächsische Kulturgeschichte im norddeutschen Raum bedeutsam war.
Bei den 1953 und 1954 durchgeführten archäologischen Rettungsgrabungen wurden zehn Körpergräber sowie mehrere Brandbestattungen gefunden. Die Grabungen waren finanziell bescheiden ausgestattet und dienten in erster Linie der Sondage zur Ausdehnung des Gräberfeldes. Es wurde festgestellt, dass der bis dahin erfolgte Sandabbau den mittleren Abschnitt des Gräberfeldes bereits zerstört hatte. Eine weitere Ausgrabung erfolgte 1957, als ein Archäologe ein bedeutsames Körpergrab entdeckt hatte. Intensiv wieder aufgenommen wurden die Grabungen 1958, als der Ziegeleibesitzer aus Wellie die Sandabbaufläche an der Düne erheblich ausweiten wollte. Dies führte zu jährlichen Untersuchungen, die sich trotz großzügiger Unterstützung durch den Pächter des Geländes, verschiedene Institutionen, Behörden sowie durch Fördermittel aus der Niedersächsischen Lottostiftung als unsystematische Rettungsgrabungen darstellten. Wegen der bescheidenen Mittel war es ein Wettlauf gegen den Sandabbau. Zwischen den Grabungskampagnen kam es zu Zerstörungen durch die Sandentnahme von Unbefugten im Grabungsumfeld.
Erst als die Grabung 1965 zu einem Schwerpunktprogramm der Deutschen Forschungsgemeinschaft wurde, gingen die Arbeiten des Ausgrabens, der Fundpräparation und der wissenschaftlichen Beschreibung mit genügend Personal und Ausstattung zügig voran. Die Grabungen wurden mit Unterbrechungen bis 1989 weitergeführt. Während der über 35 Jahre anhaltenden Ausgrabungen wurde nicht das gesamte Gräberfeld ausgegraben und weitere Bereiche werden noch im Boden vermutet. An den Ausgrabungen war maßgeblich der Prähistoriker Albert Genrich beteiligt.

## Gräber

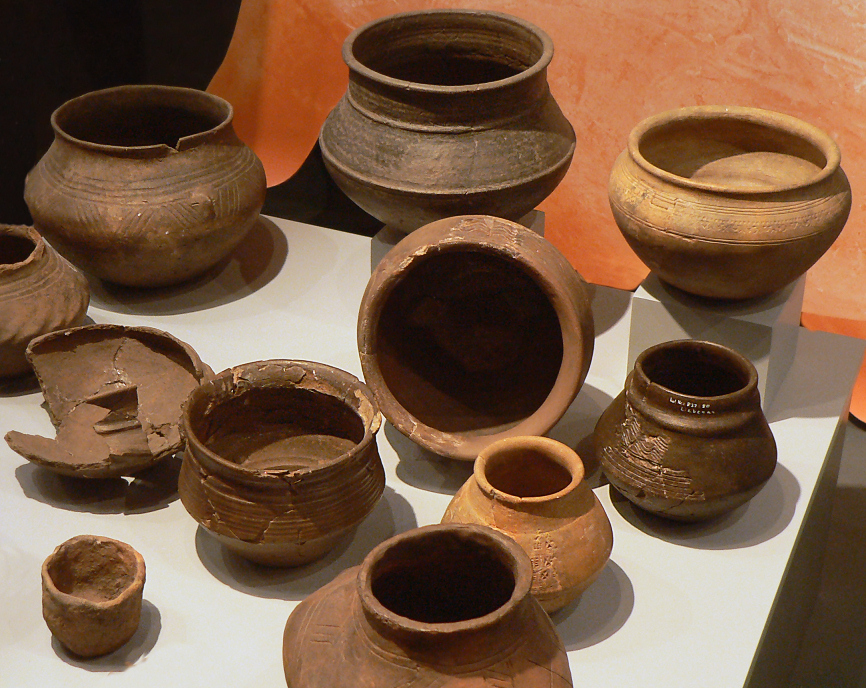
Gefundene Keramikgefäße, ausgestellt im Museum Nienburg

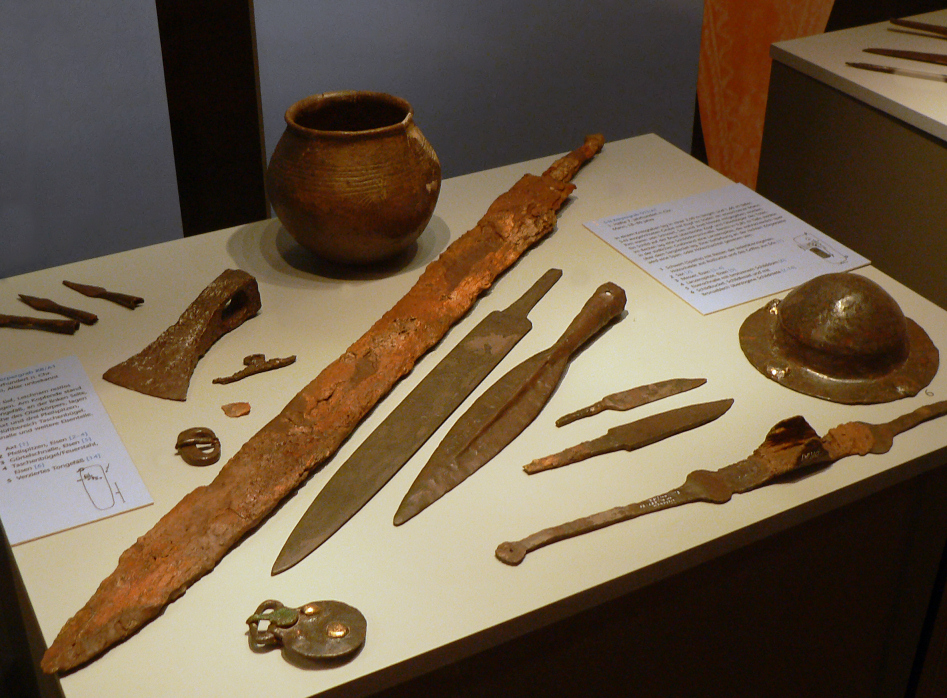
Als Grabbeigaben gefundene Waffen und Werkzeuge, wie Pfeilspitzen, verziertes Tongefäß, Axtkopf, Spatha, Sax, Lanzenspitze, Messer, Schildbuckel.

Den 522 festgestellten Körper- und Brandgräbern wurden 551 Personen zugeordnet. Darunter waren 123 Männer und 248 Frauen; bei etwa 100 weiteren Personen konnte das Geschlecht nicht bestimmt werden. Auf dem Gräberfeld wurden zwölf Pferdebestattungen und fünf Hundegräber festgestellt. Die Pferde, von denen sich Knochen fanden, waren in kleine Grabgruben eingezwängt. Die Körper der Hunde waren vollkommen vergangen und ließen sich nur am Leichenschatten erkennen. Die Tierbestattungen hatten eine Nähe zu menschlichen Gräbern, so dass die Bestatteten als Besitzer infrage kamen. Es ist davon auszugehen, dass die Tiere Statussymbol begüterter Eliten waren.

### Brandgräber
Bei 312 Brandgräbern mit 338 Bestatteten erfolgte die Verbrennung durch einen Scheiterhaufen aus Holz. Die Brandreste wurden am Verbrennungsplatz belassen und mit Sand abgedeckt. Die sonst übliche Beisetzung der Asche in Urnen erfolgte nur gelegentlich. Gleichwohl fanden sich an den Verbrennungsplätzen Scherben von vermutlich ins Feuer beigegebenen Keramikgefäßen.

### Körpergräber
Es fanden sich 143 Körpergräber, bei denen die Verstorbenen in Särgen oder in Decken und Felle gewickelt bestattet wurden. Auffällig war, dass es kaum Gräber von Kindern und Jugendlichen gab. In den Gräbern aus der Zeit zwischen 4. und 8. Jahrhundert waren die Toten in Nord-Süd-Richtung bestattet, wobei der Kopf meist nach Süden gebettet war.

### Grabbeigaben
Grabbeigaben der Männergräber waren vor allem Waffen wie Sax, Spatha, Schild und Lanze. Sie stammten aus dem 5. bis 7. Jahrhundert mit Schwerpunkt im 6. Jahrhundert. Einige Waffen stammten aus dem fränkischen und alemannischen Bereich.
In Frauengräbern fand sich als Beigabe vor allem Schmuck. Darunter waren Fibeln sächsischer, thüringischer, alemannischer und fränkischer Herkunft. Ebenso fanden sich Ketten aus Bernstein und Glasperlen, Fingerringe, Hals- sowie Armreife. An Perlen fanden sich mehr als 3000 Stücke in 51 Körper- und 168 Brandgräbern, darunter bis zu 400 Perlen in einem Grab. Weitere Beigaben waren Spinnwirbel, die dem Spinnen von Wolle dienten.
Beigaben bei beiden Geschlechtern waren Feuerschlageisen und Messer sowie aufwändig verzierte Gefäße und Pinzetten. Die beigegebenen Keramikgefäße, die sich bei Körpergräbern erhalten haben und bei Brandgräbern in Scherben vorlagen, waren überwiegend einfacher Art. Vielfach wies die Keramik Gebrauchsspuren, zum Beispiel durch Kochen, auf. Die gefundene, schlichte Keramik unterscheidet sich von reichverzierter, sächsischer Buckelkeramik.

## Funduntersuchungen und Bewertung
Mit den ab 1953 erfolgten Ausgrabungen des altsächsischen Gräberfeldes Liebenau ließ sich in dieser Zeit erstmals ein gemischtbelegtes Gräberfeld nachweisen. Gemischtbelegt bedeutet, dass die beiden Bestattungsriten der Brandbestattung und der Körperbestattung über einen längeren Zeitraum nebeneinander praktiziert worden sind.
Eine besondere Bedeutung kommt dem Gräberfeld dahingehend zu, dass es konstant vom 4. bis 9. Jahrhundert belegt worden ist. Im Gegensatz dazu dünnte sich an der Nordseeküste die Bevölkerung um das Jahr 500 (Abwanderung der Angelsachsen) aus und ist erst ab 800 wieder deutlicher fassbar.
Als Belegungsdauer des Gräberfeldes wurde ein Zeitabschnitt von nahezu 500 Jahren festgestellt. Bei den rund 550 gefundenen Begräbnissen stellt dies etwa eine Bestattung pro Jahr dar. Damit handelte es sich um eine kleinere Friedhofsanlage ohne zentrale Bedeutung. Beim Umrechnen der Gräber auf die Bevölkerung ist von mindestens 30 gleichzeitig lebenden Personen einer zugehörigen, bisher nicht gefundenen Siedlung auszugehen. Geschätzt wurden im Falle des Gräberfeldes Liebenau eher 60 gleichzeitig lebende Menschen, was die Größe eines kleinen Dorfes mit fünf bis sieben Höfen darstellt. Die Bestatteten könnten auch aus verstreut liegenden Weilern gestammt haben.
Anthropologische Untersuchungen an den Knochenresten ergaben, dass die Lebenserwartung scheinbar bei 35 Jahren lag. Wenn man das Defizit an Kinderbestattungen einbezieht, ergibt sich eine Lebenserwartung von nur 23 Jahren im Schnitt, was in diesen vormodernen Zeiten typisch war. Es gab in Einzelfällen Personen von 60 und mehr Jahren, die meisten Personen verstarben aber vor dem 50. Lebensjahr. Zahnkrankheiten wie Parodontose waren bei den Liebenauer Altsachsen nicht selten.

## Heute
Heute (2020) stellt sich das Grabungsareal als ein kleines Waldstück zwischen der Landesstraße L 251 und der Großen Aue dar. Im vorderen Bereich zur Straße hin handelt es sich um eine größere Sandgrube mit scharfer Abbruchkante, die bereits vor der Ausgrabung entstanden war. Hier hat die Vegetation als lichter Wald mit freien Flächen wieder Fuß gefasst. Sie wird heute von einem Bogenschützenverein genutzt. Auf dem Sandgrubengelände entstand im Jahre 2010 der Teilnachbau eines germanisch-sächsischen Nebengebäudes, das halboffen gestaltet ist und als Schutzhütte dient. Daneben sind mehrere Schautafeln aufgestellt, die über die Ausgrabungen sowie den weiteren geschichtlichen Hintergrund informieren. Im hinteren Bereich auf dem Dünenhügel ist das waldbestandene Gelände leicht gewellt und mit Erdhügeln bedeckt, die offensichtlich von den Ausgrabungen stammen.
Seit 1999 werden die Exponate im Museum Nienburg ausgestellt, was zunächst in einer Ausstellung unter dem Titel „Ein Gräberfeld erzählt Geschichte, Archäologen zu Besuch bei den Altsachsen auf dem Heidberg bei Liebenau“ erfolgte und die 2015 in die Dauerausstellung integriert wurden.
Etwa 2006 entstanden bei den Gemeinden Liebenau und Steyerberg Pläne zur touristischen Nutzung des Gräberfeldes. Sie wurden später in Form von Führungen über das Gelände umgesetzt, bei denen die Führer historische Trachten der sächsischen Zeit tragen. In Liebenau und Steyerberg fanden in den Jahren 2015 bis 2017 sogenannte Altsachsenevents statt, bei dem das Leben im 4. bis 9. Jahrhundert in Form von Living History gezeigt wurde.
2017 begann der Archäologieverein RAUZWI – Lebendige Archäologie Mittelweser am Gräberfeld mit dem Aufbau einer Hofanlage aus altsächsischer Zeit. Als erstes Gebäude entstand ein Grubenhaus.

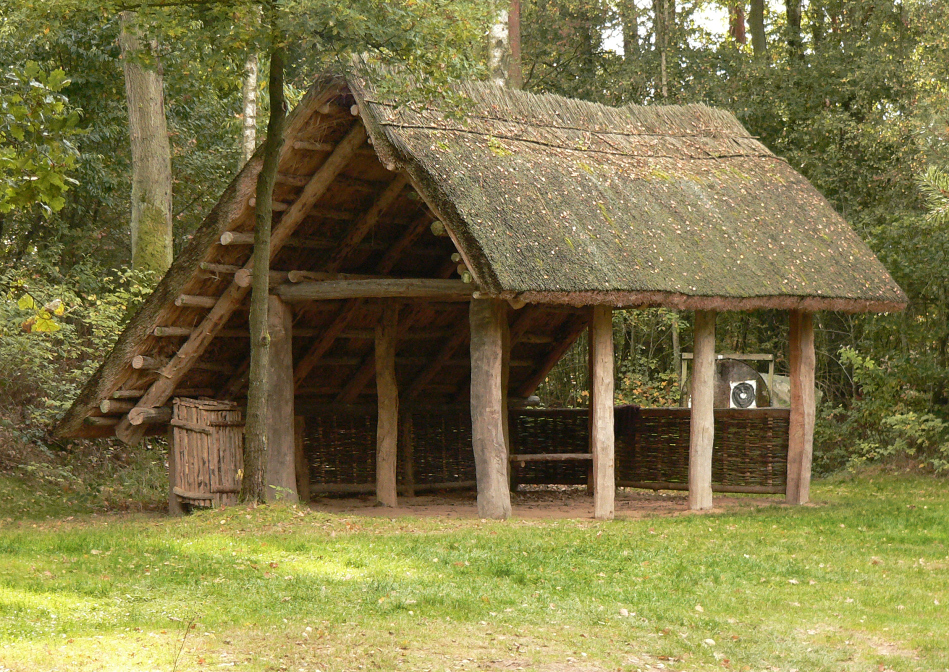
Die 2010 errichtete Teilrekonstruktion eines germanisch-sächsischen Nebengebäudes in der Sandgrube am Fundgelände
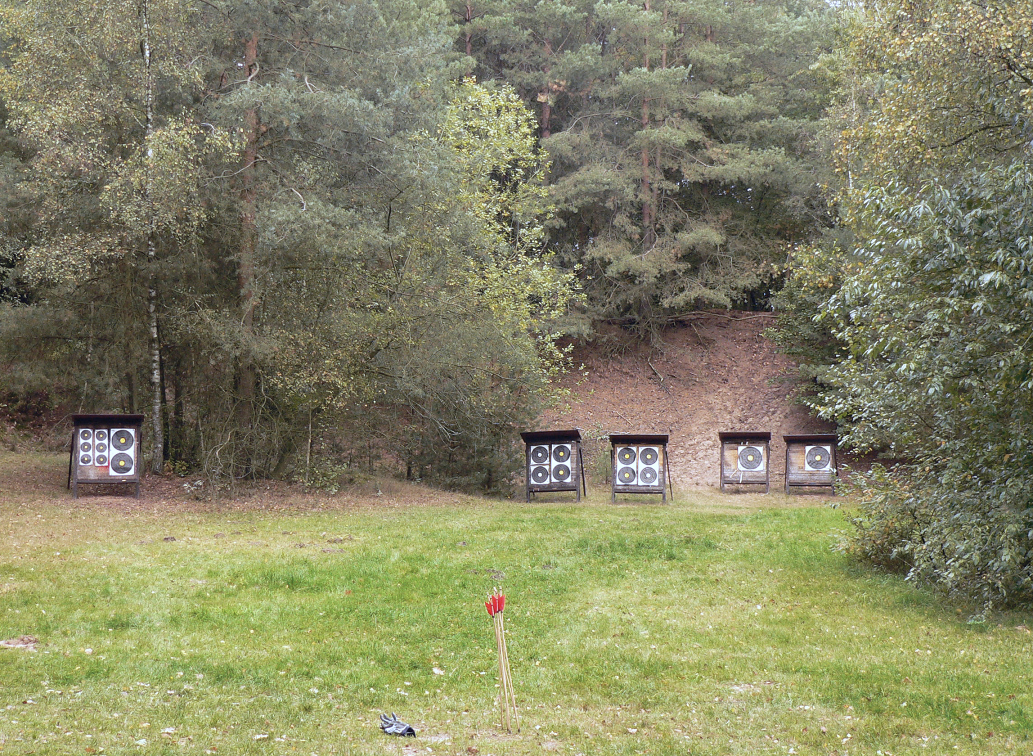
Sandgrube heute als Bogenschießplatz, hinten die scharfe Abbruchkante, die die Höhe der Düne zeigt
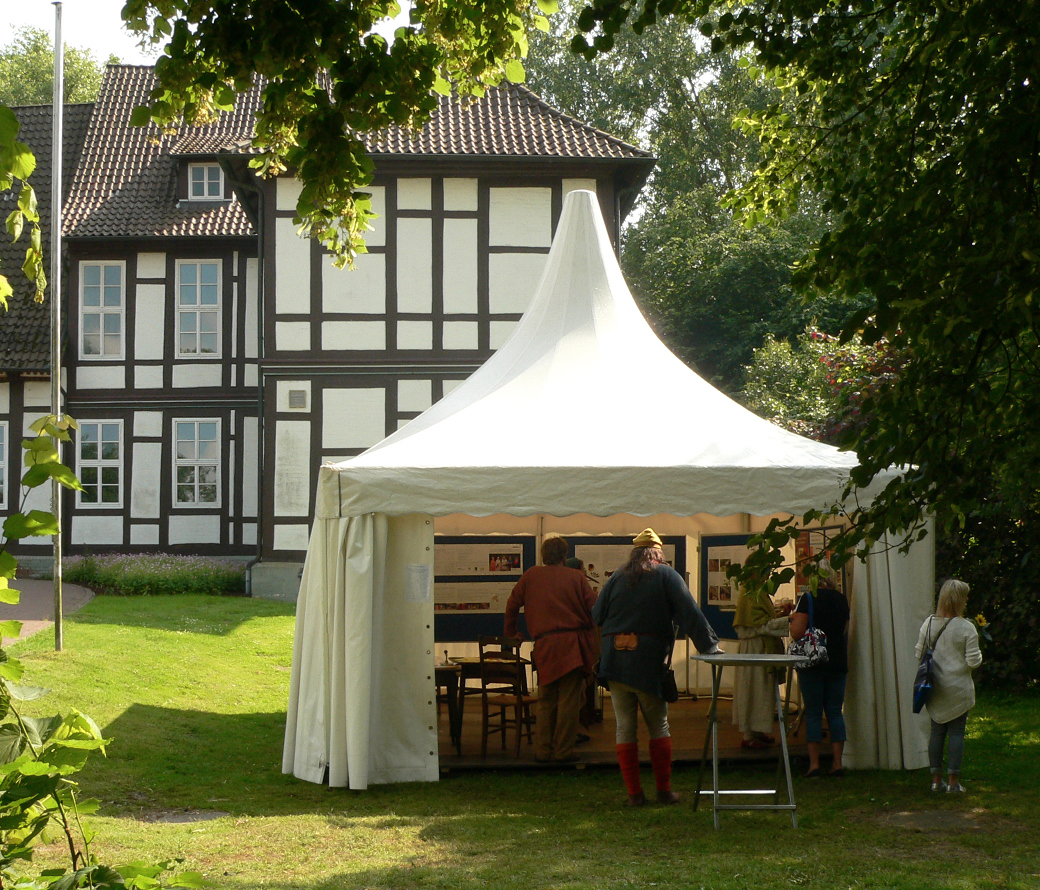
Altsachsenlager in Steyerberg, Informationszelt zu den Ausgrabungen, 2016
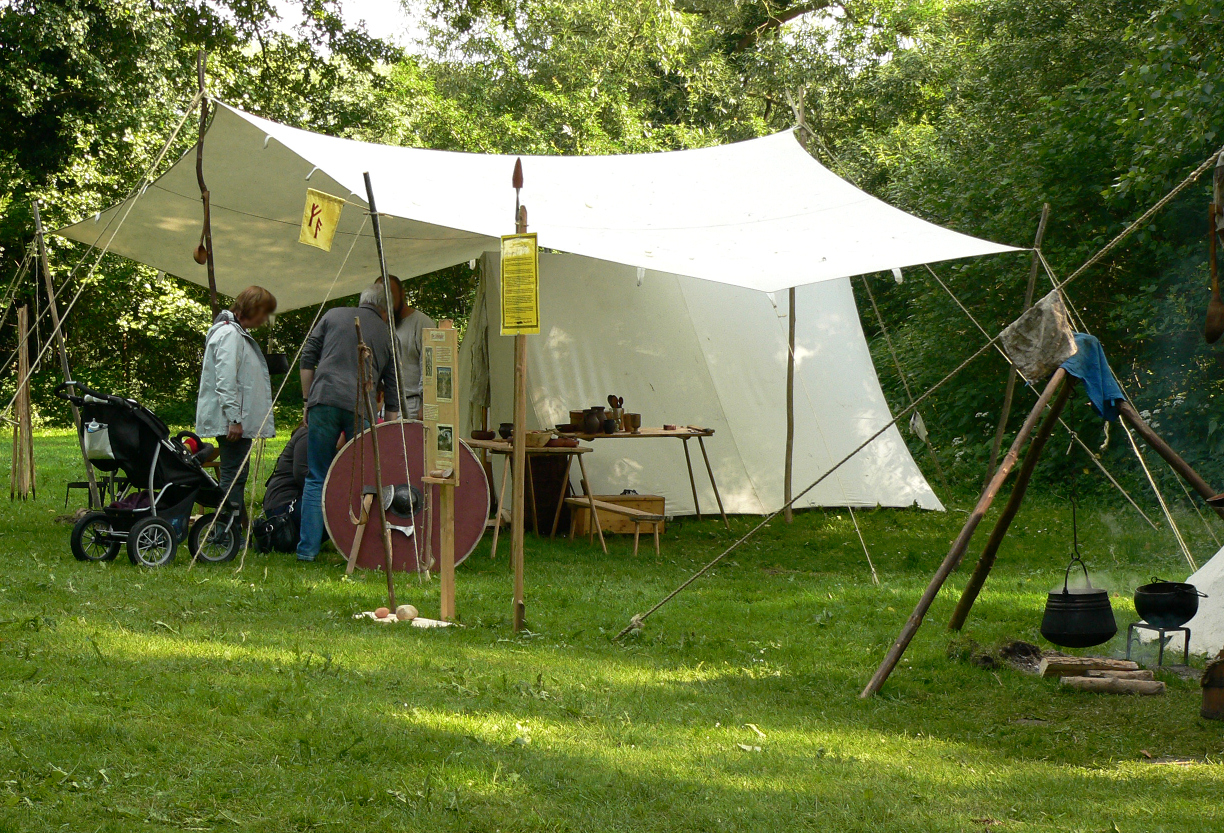
Living History beim Altsachsenlager in Steyerberg, 2016

## Weitere Untersuchungen im Umfeld
2015 kam es etwa 2 km östlich des Gräberfeldes zu einer dreiwöchigen Ausgrabung durch die Universität Göttingen, die im Rahmen des Projektes „ehrenWERT“ der Klosterkammer Hannover erfolgte. Sie galt der zum Gräberfeld gehörigen Sächsisch-karolingischen Siedlung von Liebenau aus dem 8. bis 9. Jahrhundert.
Dabei wurden Metall- und Keramikfunde geborgen sowie Wagenspuren und Pfostenlöcher entdeckt. Die Ausgrabungen auf dem Areal der früheren Siedlung wurden in den Folgejahren fortgesetzt. Im Jahr 2017 fanden sich dabei Scherben von Keramikgefäßen, Brandlehmstücke und (Metall) Schlacken sowie Spinnwirtel und ein Messer.
2020 entdeckte der Luftbildarchäologe Heinz-Dieter Freese auf einem Feld den Grundriss eines Wohnstallhauses, das in unmittelbarer Nähe des Gräberfeldes stand. Die Entdeckung ermöglichten Bewuchsmerkmale im Getreide. Das Gebäude hatte die Ausmaße von 27 × 6 Meter und wies im Inneren eine Unterteilung in mehrere Abschnitte auf. Laut dem für die Fundstelle zuständigen Kommunalarchäologen der Schaumburger Landschaft Daniel Lau weisen Gebäude aus der Jungsteinzeit einen ähnlichen Grundriss auf, er hält aber eine Zeitgleichheit mit dem Gräberfeld für wahrscheinlicher.